# 吉姆·B·塔克
吉姆·B·塔克（英語：Jim B. Tucker）是美国的一位儿童精神科医生，也是弗吉尼亚大学医学院的“邦纳-洛瑞”精神病学和神经行为科学教授。他的主要研究兴趣是记录那些据称记得前世的儿童的故事，以及关于出生前和胎儿期的记忆的研究。他是《前世的生命：对儿童前世记忆的科学调查》一书的作者，该书概述了弗吉尼亚大学感知研究部40多年来的转世研究。塔克曾与伊恩·斯蒂文森合作多年，直到2002年斯蒂文森退休，塔克接替了他的研究工作。
除了已出版的书籍，塔克还曾在多家媒体上谈论他的研究。他对卡梅伦·麦考利案例的调查在英国第五台的纪录片《非凡人物——曾经活过的男孩》中有所展示。